# Mega Man X (serie)
Mega Man X (conocido en Japón como Rockman X) es una saga de videojuegos desarrollada por la compañía Capcom, la cual se desarrolla 100 años después de finalizados los eventos de la saga clásica de Mega Man.
Su primer título fue Mega Man X, el cual se estrenó el 17 de diciembre de 1993 en Japón y en febrero de 1994 en América del Norte, para la Super Famicom/Super NES, y cuyo éxito dio lugar a 8 títulos más y a Command Mission, siendo algunos de ellos convertidos para PC pero los 2 títulos para esta última plataforma, X6 y X7, solo se quedaron en Corea del Sur. El Command Mission fue el último que realizó Capcom hasta el momento, y hubo varios intentos para realizar su continuación (Mega Man X9).
También salió para la consola PSP el juego Mega Man Maverick Hunter X, donde solamente es una nueva versión del juego Mega Man X pero con mejoras gráficas y algunos agregados pero que no se diferencia mucho del juego original.
El protagonista es Mega Man X, un androide similar a Mega Man pero con una apariencia más adulta y con una armadura notoriamente mejor. Fue creado por el Dr. Light, con la capacidad de decidir, y se debate entre la decisión de luchar por los demás o vivir una vida pacífica.

## Historia
En el año 20XX, el Dr. Light creó su último robot, llamado Mega Man X (conocido simplemente como X), un androide con la capacidad de tener propio razonamiento, emociones y decisiones. Sin embargo, el Dr. Light pensó que podría tener algunos fallos en su sistema físico y también, que podría romper la primera regla de la robótica: Un robot jamás debe dañar a un ser humano. Para evitar eso, decidió guardarlo en una cápsula para que esta revisara su confiabilidad y sus sistemas lógicos. Las pruebas llevarían un mínimo de 30 años y el Dr. Light no viviría hasta el final completo de las pruebas.
Cien años después, un científico-arqueólogo llamado Dr. Caín, encontró el laboratorio del Dr. Light, y de entre los restos halló a X. Caín quedó tan impresionado con el androide, que al investigar cómo estaba construido, basándose en él creó a los Reploides (Replicas androides), que son androides parecidos a X que también piensan, razonan y sienten. La producción en masa de los Reploides comenzó rápidamente.
Tiempo después, fue descubierto Zero, un androide similar a X creado por el Dr. Wily, que tenía un problema. Mucho después de los sucesos de la saga anterior de Mega Man, cuyo propósito fue matar al modelo clásico; era una máquina de destrucción. Zero se convierte en una amenaza, y Sigma se encarga de la situación enfrentando a Zero. Sigma finalmente derrota y captura a Zero, a quien se le integró un chip de control creado por el Dr. Caín para controlar su ira. Después de eso no volvió a tener inconvenientes, convirtiéndose incluso en uno de los mejores Cazadores Mavericks de alto rango y en el mejor amigo de X.
Pasó el tiempo y después Sigma se transforma en un Maverick, debido a que Zero tenía integrado en su sistema un virus que lo había contagiado, tras lo cual piensa que la raza humana es inferior a los Reploides y desea exterminarla para crear una utopía donde solo los Reploides existan. Para eso manda un ejército de Mavericks y varios de sus viejos Cazadores Mavericks que creen en él y son mandados a destruir las ciudades y a eliminar a los humanos y Reploides que no se sometan. Entre este ejército se encuentra Vile, un robot de color morado y con armas poderosas y una "Ride Armor" que el mismo adaptó. Vile es considerado uno de los más poderosos rivales de X y Zero.
X quien desde hace tiempo se sentía culpable por su condición de molde de los ReplOides y porque todavía no conoce su lugar en este mundo, decidió hacerse responsable de lo que sucedía, porque era un fallo causado por su existencia. Consecuentemente, se dirige a  Central Highway a enfrentarse a los ReplOides, principalmente a Vile y a Sigma. Zero junto con Mega Man X, se prepara para la batalla. Al principio X duda de sus propias habilidades, cosa que durante el juego va desapareciendo; una vez que X logra vencer a cada uno de los 8 jefes del juego, Zero le dice que se adelanta para perseguir a Vile, una vez que X pasa por algunas pequeñas pruebas, alcanza a ver que Zero alcanza a Vile.
La saga se destaca mantener los elementos de la saga clásica, destruir a los enemigos y recibir sus armas para usarlas como punto débil en los demás Mavericks. También uno puede utilizar nuevas habilidades como el deslizamiento (moverse rápido para llegar a lugares lejanos), la posibilidad de usar las Ride Armors que permiten destruir rápido a los enemigos y poder caminar encima de la lava y picos. Y de encontrar 4 o más cápsulas escondidas, que le dan a X piezas de armaduras que le ayudaran a realizar ataques más poderosos y mejorar sus habilidades.
Muchos años después, se les uniría Axl, un Reploide de la Red Alert. Después de 100 años surge la nueva saga llamada Mega Man Zero la cual consta de cuatro entregas, donde Zero asume el papel de X después de casi un siglo de su desaparición (chequearlo en Megaman X6) de ahí surge una nueva historia.

## Jugabilidad
La serie Mega Man original en el NES generalmente ha consistido en los juegos de plataformas en 2D que se centran en el juego de correr y pistola. Mega Man X utiliza los mismos principios básicos como sus precursores pero con muchas opciones añadidas. El jugador toma el control de uno de los protagonistas, X, Zero o Axl, dependiendo de la versión, y, después de completar una fase de introducción, se presenta con una pantalla de selección de fase que representa normalmente ocho personajes. Cada etapa está llena de varios enemigos y peligros y termina con un jefe de batalla en contra de su respectivo Maverick. Completar una etapa premia al jugador con una nueva arma. El jugador puede intentar estos ocho niveles en cualquier orden, el uso de armas adquiridas en un nivel a superar los desafíos en los otros. El jugador puede volver al juego en un momento posterior utilizando un sistema de contraseñas; la contraseña retendrá cualquier número de las ocho etapas despejadas y la mayoría de los power-ups. A partir de X3, salvo la entrega de Super NES, es posible guardar partida en vez de escribir claves. Completar algunas etapas afectará sutilmente el paisaje de los demás. Por ejemplo, completando la etapa de aeropuerto de Storm Eagle causará cortes de electricidad en la planta de generadores de Spark Mandrill. En ciertas etapas, los protagonistas puede saltar dentro de las armaduras para luchar contra los enemigos. Los Ride Armors son tanques bípedos capaces de dar golpes poderosos. Algunos Ride Armors pueden volar o cancelar daños por lava mientras que otros poseen armas distintas.
A partir de esta subserie, la gran mayoría de los jefes finales están inspirados en animales, a diferencia de la saga clásica, donde muchos de los jefes estaban basados en elementos cotidianos. Una excepción sería los antagonistas, como Vile, Sigma, y en el caso de X4, la Repliforce, que son humanoides.
Las habilidades de los protagonistas son similares a las de los anteriores juegos de Mega Man, como correr, saltar, y un cañón de brazo cargo nombrado el "X-Buster". Sin embargo, los títulos de Mega Man X introduce una serie de elementos que no están presentes en los títulos de Mega Man originales. Una característica destacada es la capacidad de escalar, deslizarse hacia abajo, o saltar de casi cualquier pared. Cápsulas de piezas de armadura se pueden encontrar en varias etapas que muestran un mensaje holográfico del Dr. Light cuando se acerca. Cada cápsula contiene cualquiera de las partes de la armadura propia de X -sus piernas, armadura, casco, o X-Buster- otorgan al jugador una mejor potencia de ataque y defensa, así como nuevas habilidades, como una actualización de instrumentos. Desde X5 existe múltiples armaduras para X, permitiendo elegir la forma base o una de un máximo de 4 armaduras.
Zero originalmente usa su "Z-Buster" pero es remplazado por un sable láser llamado "Z-Saber" desde X4 como arma exclusiva. Desde X5, los protagonistas pueden agacharse, función no disponible en ciertas versiones. Desde X6, se incluyó el nuevo sistema de rescate de Reploids. Axl utiliza 2 pistolas llamadas "Axl Bullets". En X8, permite atacar con 2 personajes a la vez. El jugador también puede recoger "Tanques del corazón" ocultos que se extienden energía máxima vida de los protagonistas y subtanques que pueden almacenar energía adicional para su uso posterior.

## Entregas lanzadas
| Título                                                        | Año de lanzamiento | Plataforma                                         | Comentarios |
| ------------------------------------------------------------- | ------------------ | -------------------------------------------------- | --- |
| Mega Man X Rockman X                                          | 1993               | SNES / MS-DOS                                      | La entrega original de Mega Man X fue rediseñada para PlayStation Portable como Mega Man Maverick Hunter X (o Irregular Hunter X en Japón). El 21 de diciembre de 2011, otra adaptación de Mega Man X fue distribuida para iOS. |
| Mega Man X2 Rockman X2                                        | 1994               | SNES                                               | Primer uso del chip Cx4. |
| Mega Man X3 Rockman X3                                        | 1995               | SNES / Sega Saturn / PlayStation / Windows 95      | Segundo y último uso del chip Cx4 en la versión de Super NES. Las versiones de CD no necesitan dicho chip. |
| Mega Man X4 Rockman X4                                        | 1997               | PlayStation / Sega Saturn / Microsoft Windows      | |
| Mega Man Xtreme Rockman X: Cyber Mission                      | 2000               | Game Boy Color                                     | |
| Mega Man X5 Rockman X5                                        | 2000               | PlayStation / Windows                              | |
| Mega Man Xtreme 2 Rockman X2: Soul Eraser                     | 2001               | Game Boy Color                                     | |
| Mega Man X6 Rockman X6                                        | 2001               | PlayStation / Windows                              | La versión de Windows solo existió en coreano. |
| Mega Man X7 Rockman X7                                        | 2003               | PlayStation 2 / Windows                            | La versión de Windows solo existió en coreano. |
| Mega Man X: Command Mission Rockman X: Command Mission        | 2004               | PlayStation 2 / Nintendo GameCube                  | |
| Mega Man X8 Rockman X8                                        | 2004               | PlayStation 2 / Windows                            | |
| Mega Man X Collection                                         | 2006               | PlayStation 2 / Nintendo GameCube                  | Solo existió este compilado en Norteamérica. |
| Mega Man X Legacy Collection Rockman X Anniversary Collection | 2018               | PlayStation 4 / Nintendo Switch / Steam / Xbox One | Dividido en 2 partes, la primera contiene del X1 al X4 y la segunda contiene del X5 al X8. |
| Mega Man X Dive                                               | 2020               | Android / iOS / Steam                              | Lanzado en Japón, parte de Asia y Corea, Australia e India el 2020 |